# Cairo Montenotte
Pour les articles homonymes, voir Cairo et Montenotte.
Cairo Montenotte (Cairi en langue ligurienne) est une commune de la province de Savone, dans la région Ligurie, en Italie.

## Histoire
Sous le premier Empire, le département français de Montenotte avait pour chef-lieu Savone. 
Le département a été créé le 6 juin 1805, et fut nommé ainsi en référence à la bataille de Montenotte, remportée par le général Bonaparte le 12 avril 1796 contre les Autrichiens du général Johann von Beaulieu.
Le pape Pie VII fut déporté par Napoléon Ier et maintenu en résidence forcée à Savone du 17 août 1809 au 9 juin 1812, date à laquelle il fut transféré au château de Fontainebleau, toujours en résidence forcée, jusqu'à sa libération en 1814 et son retour triomphal à Rome, à la chute de l'empire napoléonien. À Savone, il a été sous la garde étroite de Gaspard de Chabrol, préfet de l'ex-département de Montenotte, circonscription supprimée en 1814.

## Administration
| Période                                  | Période | Identité | Étiquette | Qualité |
| ---------------------------------------- | ------- | -------- | --------- | ------- |
|                                          |         |          |           |         |
| Les données manquantes sont à compléter. |         |          |           |         |

### Hameaux
Rocchetta di Cairo, Bragno, Ferrania, San Giuseppe di Cairo.

### Communes limitrophes
Albisola Superiore, Altare, Carcare, Cengio, Cosseria, Dego, Giusvalla, Gottasecca, Pontinvrea, Saliceto, Savone.

## Personnalités nées à Cairo Montenotte
- Giuseppe Cesare Abba (1838-1910), écrivain et patriote garibaldien.
- Piero Poli (1960-), champion olympique d'aviron en 1988.